# 瓦利亞野山羊

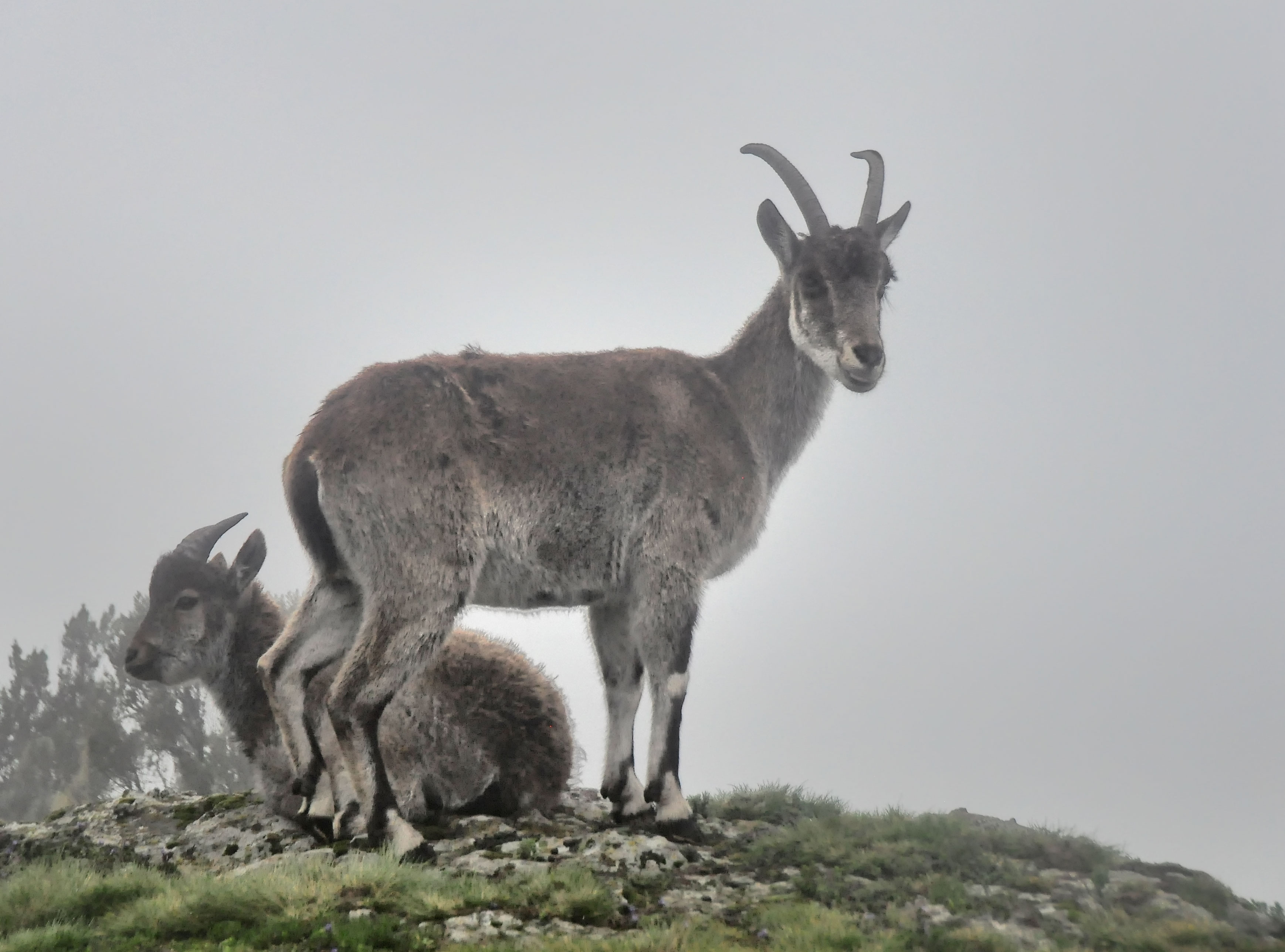
一隻雌性的瓦利亞野山羊

瓦利亞野山羊（英語：Walia ibex；二名法：Capra walie）是山羊屬的一個物種，現屬瀕危物種，僅分布于埃塞俄比亚。
瓦利亞野山羊是衣索比亞國家足球隊的象徵。